# Kronika Ztracené stopy
Kronika Ztracené stopy je kniha českého spisovatele Jaroslava Foglara. Původně vycházela roku 1966 na pokračování v časopise Signál, knižně byla poprvé vydána v roce 1967. Kniha je na pomezí beletrie a příručky, neboť ve formě fiktivní kroniky chlapeckého klubu Ztracená stopa popisuje jeho činnost během celého roku, přičemž převážnou většinu obsahu tvoří návody a rady pro práci v obdobných klubech. Publikace je rozdělena do dvanácti oddílů podle měsíců od září do srpna, každý měsíc má okolo patnácti kapitol.

## Příběh
Trojice kamarádů, Béďa, Julek a Láďa, potkává ve své čtvrti záhadného, o trochu staršího hocha, který se vymyká jejich okolí: nosí kraťasy, v sobotu kamsi chodí s tornou a má ručně psanou knihu s barevnými ilustracemi. Chlapci se ho opakovaně snaží sledovat, ovšem neznámý hoch jim dokáže vždycky zmizet. Díky tomu mu začnou říkat Ztracená stopa. Jednoho dne se s ním nakonec seznámí a s Tomkem, jak se ve skutečnosti jmenuje, následně založí zálesácký klub, na který přenesou jeho přezdívku Ztracená stopa. Společně se věnují nejrůznějším činnostem a hrám, pořádají pravidelné schůzky, o víkendech chodí na výpravy do přírody a vedou si klubovou kroniku. Zkušenější Tomek působí na ostatní mladší chlapce jako určitý vedoucí, takže každý z hochů si podle jeho vzoru taky píše vlastní knihu poznámek o aktivitách, takzvanou Zálesáckou knihu.

## Vznik a vydávání
| Pojď se mnou tam, kde nebe je vysoké a modré a kde oblaka bílá rychleji než kde jinde plují. Slyšíš tu píseň větrů v korunách borovic? Slyšíš tu píseň dálek závratných? Tiše a velebně šumí hlavy stromů. Záře slunce červenavá stéká po jejich rozpukaných kmenech a vůně pryskyřice tě omámí. A večer oheň táborový tam do tmy pak zasvítí a vyvolá v tobě pocity, které otřesou tvou duší. |
| Úvodní text Kroniky Ztracené stopy |

Kroniku Ztracené stopy napsal Jaroslav Foglar kolem roku 1965 pod pracovním názvem Zálesácký zápisník. Určena byla pro nakladatelství Mladá fronta, k jejímu vydání ale nakonec nedošlo. O rok později byla asi třetina díla publikována v časopisu Signál (celkem 29 částí vycházelo od března do října 1966), ovšem vydávání muselo být na příkaz z vyšších míst zastaveno. Kompletní knihu poprvé vydalo v prosinci 1967 nakladatelství Naše vojsko. Kroniku Ztracené stopy autor uvodil textem později často opisovaným do mnoha kronik a deníků oddílů a družin, který se poprvé objevil v úvodu Foglarovy rubriky Z Bobří hráze v 18. čísle prvního ročníku časopisu Vpřed (1946). Poslední věta byla otištěna také na smutečním oznámení Foglarova úmrtí roku 1999.
Třetí vydání z roku 1991 bylo autorem obsahově upraveno, neboť s odkazem na zastaralost byly vynechány kapitoly „Cesta do minulosti“, „Zajímavé setkání“ (o vojácích a partyzánech) a „Děláme si krystalku“ (o krystalce), zatímco doplněny byly závěrečné stránky s přehledem her. Do vydání z let 1997–2007 nebyla také zařazena kapitola „Další rady zkušeného zálesáka“ a obsahově byla upravena kapitola „Chodíme do družstva a na brigádu“, jež byla navíc přejmenována na „Chodíme pomáhat na pole“.

### Knižní česká vydání
Přehled knižních vydání v češtině:
- 1967 – 1. vydání, nakladatelství Naše vojsko, ilustrace Gustav Krum
- 1970 – 2. vydání, nakladatelství Naše vojsko, ilustrace Gustav Krum
- 1991 – 3. vydání, nakladatelství Naše vojsko, ilustrace Gustav Krum a Jiří Petráček, obálka Jiří Petráček, ISBN 80-206-0029-9
- 1997 – 4. vydání, nakladatelství Olympia, ilustrace Gustav Krum a Jiří Petráček, obálka Jiří Petráček, ISBN 80-7033-453-3 (edice Sebrané spisy, sv. 16)
- 2001 – dotisk 4. vydání, nakladatelství Olympia, ilustrace Gustav Krum a Jiří Petráček, obálka Jiří Petráček, ISBN 80-7033-453-3 (edice Sebrané spisy, sv. 16)
- 2007 – 5. vydání, nakladatelství Olympia, ilustrace Gustav Krum a Jiří Petráček, obálka Jiří Petráček, ISBN 978-80-7376-025-0 (edice Sebrané spisy, sv. 16)

Vydání z roku 2007 je v tiráži chybně označeno jako dotisk 4. vydání.

### Další vydání
Další česká vydání:
- 1966 – na pokračování v časopisu Signál (č. 13–41, nedokončeno)